# Elaeocarpus acmocarpus
Elaeocarpus acmocarpus är en tvåhjärtbladig växtart som beskrevs av Otto Stapf och Weibel. Elaeocarpus acmocarpus ingår i släktet Elaeocarpus och familjen Elaeocarpaceae. Inga underarter finns listade i Catalogue of Life.